# Camponotus jizani
Camponotus jizani är en myrart som beskrevs av Cedric A. Collingwood 1985. Camponotus jizani ingår i släktet hästmyror, och familjen myror. Inga underarter finns listade.